# SNRI
De selectieve serotonine-en-noradrenaline-heropnameremmers (Engels: selective serotonin and noradrenalin reuptake inhibitor (SNRI)) zijn een subklasse in de groep van antidepressiva. Ze zijn nauw verwant aan de SSRI's, het verschil is dat naast de heropname van serotonine ook de heropname van noradrenaline fors wordt geremd. Daarom worden deze middelen ook wel duale reuptake remmers genoemd. Sommige van deze middelen remmen ook in mindere mate de heropname van dopamine. 
NB: In Amerikaanse bronnen wordt noradrenaline ook wel norepinefrine (norepinephrin) genoemd - hiermee wordt exact hetzelfde bedoeld, het zijn synoniemen. 
De werkingsmechanismen van deze beide families antidepressiva zijn zeer vergelijkbaar. In de wandelgangen wordt met de term SSRI's dan ook vaak de hele familie SSRI's en SNRI's bedoeld.
Een belangrijk voordeel van SNRI's en SSRI's is dat deze middelen aanzienlijk mildere bijwerkingen veroorzaken dan de 'klassieke' TCA's en MAO-remmers. Nadeel is de hogere prijs.
Zie voor meer achtergrondinformate SSRI.

## Toepassingen en indicaties
Het is niet geheel duidelijk wanneer een SNRI te prefereren is boven een SSRI. Hier wordt doorlopend onderzoek naar gedaan, mede omdat de meeste SNRI's belangrijk duurder zijn dan SSRI's. Voorlopig is de meerwaarde van SNRI's onderwerp van discussie. Het bijwerkingenprofiel is vergelijkbaar. 
- Mogelijk bieden SNRI's een voordeel bij de behandeling van de gegeneraliseerde angststoornis en sociale angststoornis.
- Bij zware depressies (major depression) en depressies met vitale kenmerken wordt nogal eens gekozen voor een SNRI.
- Paniekstoornis, al dan niet met agorafobie.
- Bij chronische pijnklachten, zoals bij diabetische polyneuropathie.

Bij klinisch opgenomen patiënten is het aannemelijk dat de SNRI's een goed alternatief zijn voor de TCA's (normaal de middelen van eerste keuze bij opgenomen patiënten).

## SNRI’s in Nederland
- Venlafaxine Oorspronkelijk Efexor XR van Wyeth Pharmaceuticals
- Duloxetine (Cymbalta) van Eli Lilly
- Nefazodon (Dutonin) van Bristol-Myers Squibb, uit de handel genomen in 2003.

## Bijwerkingen
SNRI's kunnen veel verschillende bijwerkingen veroorzaken. Na een aantal weken gebruik nemen bij de meeste patiënten de bijwerkingen af. Mogelijke bijwerkingen zijn:
- Vermoeidheid
- Angst
- Onrust
- Hypertensie
- Maag-darmklachten (misselijkheid, diarree en obstipatie)
- Gewichtstoename of -afname
- Anorexie
- Tremor
- Gapen
- Wazig zicht
- Droge ogen
- Droge mond
- Overmatig zweten
- Huiduitslag
- Tinteling of doof gevoel
- Sedatie
- Slapeloosheid
- Seksuele stoornissen (verlaagd libido, abnormale erectie en ejaculatie)

## Andere  klassen antidepressiva
- Monoamino-oxidaseremmers (MAO-remmers)
- Tricyclische antidepressiva